# Alfred Manigk

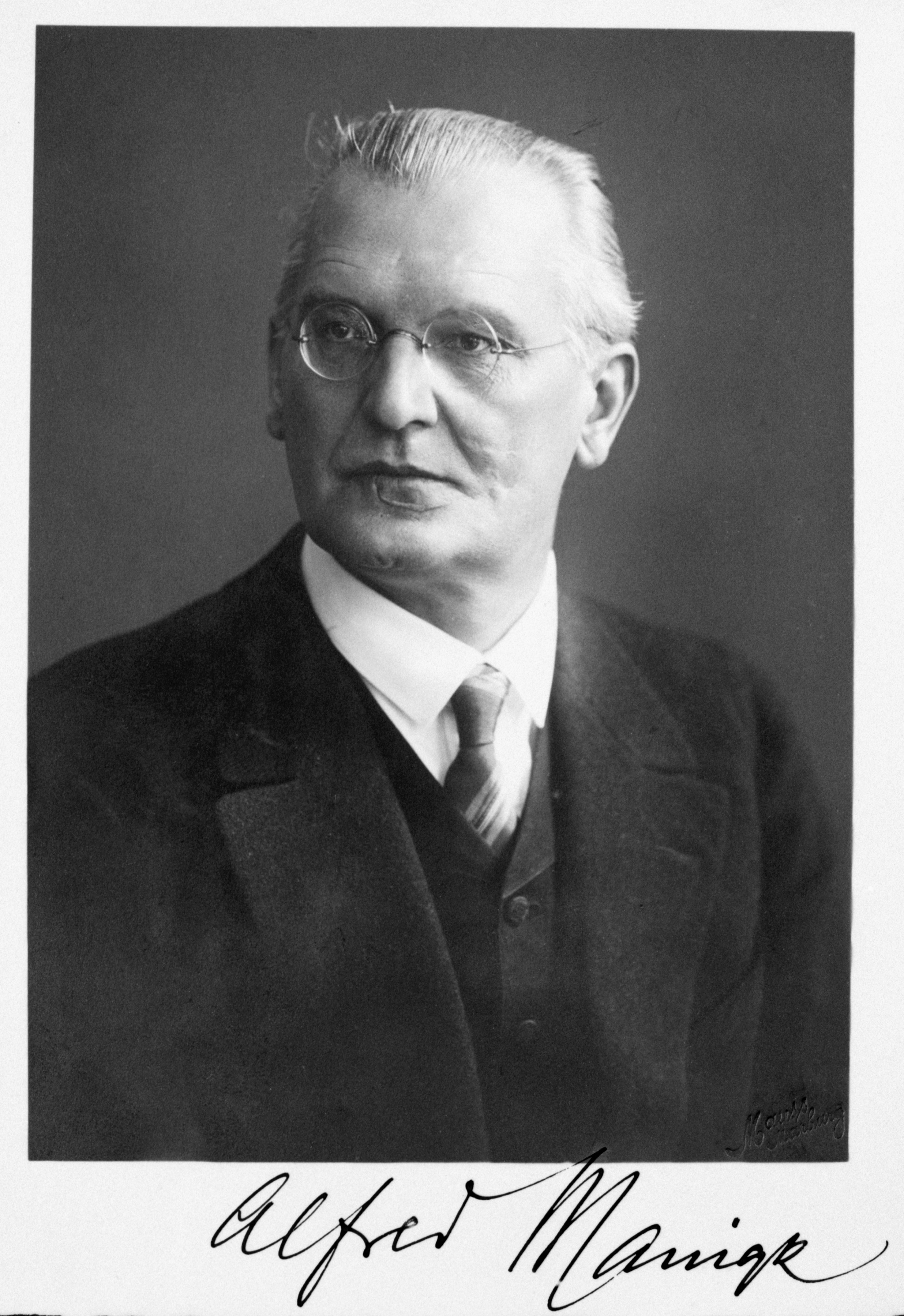
Alfred Manigk

Alfred Manigk (* 10. September 1873 in Angerburg, Ostpreußen; † 31. August 1942 in Ückeritz, Vorpommern) war ein deutscher Zivilrechtler.

## Leben
Alfred Manigk war der Sohn von Otto Manigk (1841–1911), Kreisrichter in Lyck, und dessen Frau Elfriede geb. Seidelmann. Er besuchte das Königliche Gymnasium Lyck und das Friedrich-Wilhelms-Gymnasium (Posen). Anschließend studierte er an der Eberhard Karls Universität Tübingen und der Königlichen Universität Breslau Rechtswissenschaft. Er war Mitglied des Corps Franconia Tübingen (1894) und des Corps Silesia Breslau (1895). 1897 wurde er zum Dr. iur. promoviert. 1901 in Breslau habilitiert, wurde er 1902 von der Albertus-Universität Königsberg als a.o. Professor berufen. Drei Jahre später erhielt er den Lehrstuhl für Römisches Recht und Deutsches Bürgerliches Recht. Daneben unterrichtete er an der Handelshochschule Königsberg. 1910/11 war er Prorektor der Albertus-Universität. Nachdem er 1913 einen Ruf an die Universität Tokyo abgelehnt hatte, kehrte er 1921 als Nachfolger von Rudolf Leonhard nach Breslau zurück. 1925/26 war er Rektor der Universität. 1927 als Nachfolger von Ludwig Enneccerus an die Philipps-Universität Marburg berufen, wurde er von 1300 Breslauer Studenten mit einem Fackelzug verabschiedet.
In der Weimarer Republik war Manigk Mitglied der linksliberalen Deutschen Demokratischen Partei. Dem aufkommenden Nationalsozialismus stand er kritisch gegenüber. Den Völkischen Nationalismus als Basis des Staates lehnte er ab. Im November 1933 organisierten nationalsozialistische Studenten öffentliche Demonstrationen gegen Manigk, dem sie eine „staatsfeindliche Haltung“ vorwarfen. Daraufhin wurde Manigk 1934 im Alter von 61 Jahren vorzeitig emeritiert. Seinen Ruhestand verbrachte er in Berlin sowie in Ückeritz auf Usedom.
Manigks Arbeiten haben die Dogmatik des Zivilrechts in Deutschland nachhaltig beeinflusst. Er grenzte seine Lehre in späteren Arbeiten von der Freirechtslehre und dem Positivismus ab. Weitere Untersuchungen hatten die Lehren Friedrich Carl von Savignys und das Naturrecht zum Thema. Zum römischen Pfandrecht verfasste er grundlegende Studien.

## Familie
Alfred Manigk war seit 1900 mit Elfriede geb. Seidelmann verheiratet. Aus der Ehe gingen zwei Söhne und zwei Töchter hervor:
- Otto Manigk (1902–1972), deutscher Maler; dessen Sohn Oskar Manigk (* 1934) ist ebenfalls Maler
- Luise Manigk (1901–1994), Sängerin, heiratete den Maler Herbert Wegehaupt; der gemeinsame Sohn Matthias Wegehaupt (* 1938) ist ebenfalls Maler
- Leonore Manigk (1903–1950), Sprachmeisterin am Deutschen Theater in Berlin
- Wolfgang Manigk (1905–2002), Autor und Bakteriologe in Greifswald

## Schriften
- Das Anwendungsgebiet der Vorschriften für die Rechtsgeschäfte. Ein Beitrag zur Lehre vom Rechtsgeschäft. Breslau 1901
- Willenserklärung und Willensgeschäft. Ihr Begriff und ihre Behandlung nach Bürgerlichem Gesetzbuch. 1907
- Savigny und der Modernismus im Recht. Berlin 1914, Nachdruck: Scientia, Aalen 1974
- Irrtum und Auslegung. Zwei Grundpfeiler der Lehre von der Willenserklärung. 1918
- Das rechtswirksame Verhalten. Berlin 1939